# Loxostege illustralis
Loxostege illustralis là một loài bướm đêm trong họ Crambidae.